# Cantón de Nogaro
El cantón de Nogaro era una división administrativa francesa, que estaba situada en el departamento de Gers y la región de Mediodía-Pirineos.

## Composición
El cantón estaba formado por veintiséis comunas:
- Arblade-le-Haut
- Bétous
- Bourrouillan
- Caupenne-d'Armagnac
- Cravencères
- Espas
- Lanne-Soubiran
- Laujuzan
- Le Houga
- Loubédat
- Luppé-Violles
- Magnan
- Manciet
- Monguilhem
- Monlezun-d'Armagnac
- Mormès
- Nogaro
- Perchède
- Sainte-Christie-d'Armagnac
- Saint-Griède
- Saint-Martin-d'Armagnac
- Salles-d'Armagnac
- Sion
- Sorbets
- Toujouse
- Urgosse

## Supresión del cantón de Nogaro
En aplicación del Decreto n.º 2014-254 de 26 de febrero de 2014, el cantón de Nogaro fue suprimido el 22 de marzo de 2015 y sus 26 comunas pasaron a formar parte del nuevo cantón de Gran-Bajo Armañac.